# AD Leonis

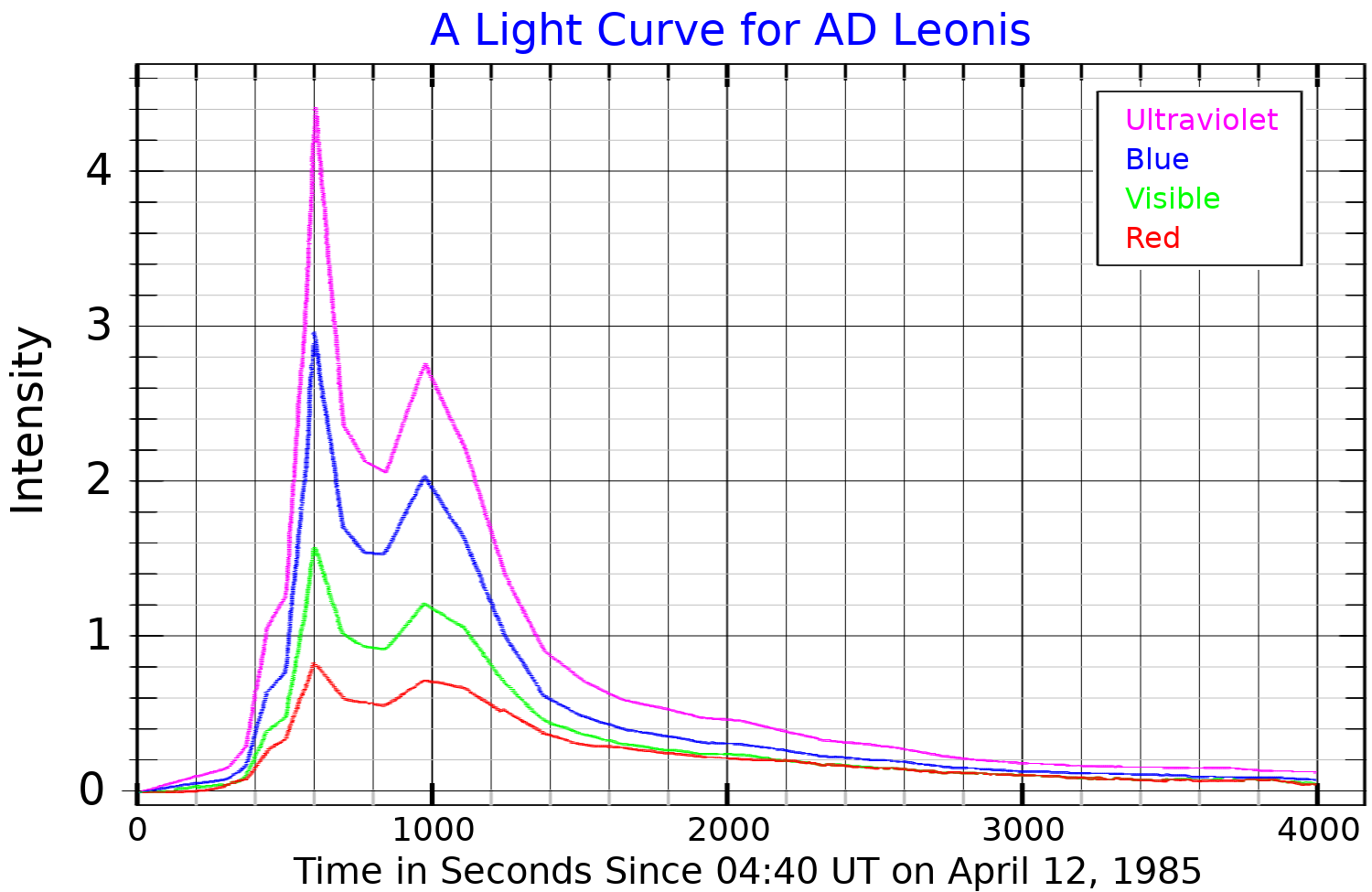
Lichtkromme van een flare van AD Leo

AD Leonis is een vlamster met een magnitude van +9,32 in het sterrenbeeld Leonis (Leeuw) met een spectraalklasse van M3.0V. De ster bevindt zich 16,19 lichtjaar van de zon.